# Князев, Иван Евгеньевич
Иван Евгеньевич Князев (5 ноября 1992, Нефтеюганск, ХМАО) — российский футболист, защитник.

## Клубная карьера
Воспитанник московского «Локомотива». В 2010 году некоторое время провёл в «Москве», но после потери клубом профессионального статуса вернулся в родной клуб. Два года провёл в «Кубани», в 2013 году перешёл в московское «Торпедо». За полтора сезона в ФНЛ сыграл в двадцати пяти матчах. В премьер-лиге дебютировал 16 августа 2014 года в матче против «Урал».
В начале июля 2015 года перешёл в клуб «Урал». В 2016 году играл на правах аренды за «Ригу» в чемпионате Латвии, провёл 18 матчей и забил один гол, затем выступал в России на любительском уровне. В 2018 году сыграл за «Валмиеру» два матча. С июля 2018 по февраль 2019 был свободным агентом, с марта 2019 — в составе грузинского «Зугдиди». В сезоне 2019/20 играл за «Иртыш» Омск. С августа 2020 года — в клубе «Звезда» Пермь. В июле 2021 году был дисквалифицирован ФИФА на два года за нарушение антидопингового законодательства.